# Championnats d'Europe de triathlon 2006
Navigation
Édition précédente Édition suivante
Les championnats d'Europe de triathlon 2006 sont la vingt-deuxième édition des championnats d'Europe de triathlon, une compétition internationale de triathlon sous l'égide de la fédération européenne de ce sport. L'épreuve est constituée de 1 500 mètres de natation, 40 kilomètres de vélo puis 10 kilomètres de course à pied.
Cette édition se tient dans la ville française d'Autun et elle est remportée par le français Frédéric Belaubre chez les hommes et par la portugaise Vanessa Fernandes chez les femmes.

## Palmarès

### Hommes
| Rang               | Triathlète        | Temps           |
| ------------------ | ----------------- | --------------- |
| Médaille d'or      | Frédéric Belaubre | 1 h 56 min 44 s |
| Médaille d'argent  | Cédric Fleureton  | 1 h 57 min 11 s |
| Médaille de bronze | Andrew Johns      | 1 h 57 min 29 s |
| 4                  | Martin Krňávek    | 1 h 57 min 42 s |
| 5                  | Javier Gómez      | 1 h 58 min 0 s  |
| 6                  | Bruno Pais        | 1 h 58 min 8 s  |
| 7                  | Tim Don           | 1 h 58 min 15 s |
| 8                  | Franz Hofer       | 1 h 58 min 18 s |
| 9                  | Stéphane Poulat   | 1 h 58 min 26 s |
| 10                 | Igor Sysoev       | 1 h 58 min 50 s |

### Femmes
| Rang               | Triathlète          | Temps           |
| ------------------ | ------------------- | --------------- |
| Médaille d'or      | Vanessa Fernandes   | 2 h 10 min 41 s |
| Médaille d'argent  | Anja Dittmer        | 2 h 11 min 48 s |
| Médaille de bronze | Nadia Cortassa      | 2 h 11 min 54 s |
| 4                  | Andrea Whitcombe    | 2 h 12 min 20 s |
| 5                  | Tania Haiböck       | 2 h 12 min 31 s |
| 6                  | Marion Lorblanchet  | 2 h 12 min 59 s |
| 7                  | Virginie Jouve      | 2 h 13 min 17 s |
| 8                  | Kathrin Müller      | 2 h 13 min 31 s |
| 9                  | Marina Damlaimcourt | 2 h 13 min 39 s |
| 10                 | Merja Kiviranta     | 2 h 13 min 46 s |